# Pierre Mousel
Pierre Mousel (ur. 10 maja 1915 w Luksemburgu, zm. 6 grudnia 1998 tamże) – luksemburski piłkarz.

## Kariera klubowa
Grał w klubie Jeunesse Esch.

## Kariera reprezentacyjna
W reprezentacji Luksemburga rozegrał 11 meczów. Wraz z kadrą wziął udział w igrzyskach olimpijskich w 1936.